# Maria Theresa Kemble

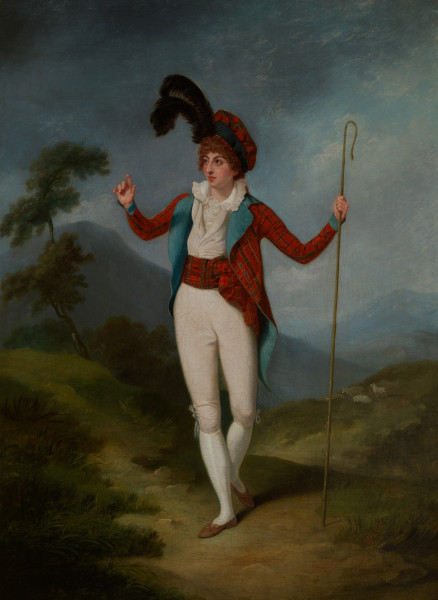
Maria Theresa Kemble (1796)

Maria Theresa Kemble (* 17. Januar 1774 in Wien, Heiliges Römisches Reich; † 3. September 1838 in Addlestone, Surrey) war eine englische Schauspielerin und Tänzerin mit österreichischen Wurzeln.

## Leben
Kemble war die Tochter des Schauspielers George du Camp und dessen Ehefrau Jeanne Dufour, die ebenfalls als Schauspielerin arbeitete. Ihren ersten künstlerischen Unterricht erfuhr Kemble durch ihre Eltern und konnte mit deren Unterstützung mit sechs Jahren am Royal Opera House ihr Debüt feiern. In Mozarts Ballet Les petits riens war sie als „Cupido“ zu sehen.
Nach weiteren meist kleineren stummen Rollen trat sie in La colombe, einem Stück von Félicité de Genlis auf. Nach einem Engagement am Royal Circus (Southwark) holte sie George Colman an sein Theater in Westminster. Ihren größten Erfolg dort konnte sie dort am 14. Juni 1786 in Gegenwart der königlichen Familie feiern.
Am 2. Juli 1806 heiratete Kemble in London den Schauspieler Charles Kemble und hatte mit ihm zwei Töchter und zwei Söhne: John Mitchell (1807–1857), Fanny (1809–1893), Henry James (1812–1857) und Adelaide (1815–1879). Zwischen 1813 und 1815 hatte Kemble keine Engagements und unterstützte in dieser Zeit ihren Ehemann bei der Leitung seines Theaters.
In der Rolle der „Lady Julia“ verabschiedete sich Kemble am 9. Juni 1819 offiziell von der Bühne und zog sich ins Privatleben zurück. Als ihre Tochter Fanny 1830 ihr Debüt in Romeo und Julia gab, war sie noch einmal als „Lady Capulet“ zu sehen. Sie beendete damit ihre Bühnenkarriere und ließ sich in Addlestone (Surrey) nieder wo sie im Alter von 64 Jahren starb. Ihre letzte Ruhestätte fand sie auf dem Friedhof von Chertsey (Surrey).

## Rollen (Auswahl)

### Als Schauspielerin
Ballett
- Cupido – Les petits riens (Wolfgang Amadeus Mozart)
- ? – The nosegay (Jean Georges Noverre)
- ? – Jamie’s Return (Jean Georges Noverre)

Theater
- Julie – Richard Cœur de lion (Thomas Linley senior)
- Melinda – The recruiting officer (George Farquhar)
- Lindamira – Box Lobby challenge (Richard Cumberland)
- Portia – Der Kaufmann von Venedig (William Shakespeare)
- Catherine – Catherine and Petruchio (David Garrick)[3]
- Hippolito – The Tempest (William Shakespeare)[4]
- Judith – The iron chest (George Colman der Jüngere)
- Desdemona – Othello (William Shakespeare)
- Mary – The Quaker (Charles Dibdin)
- Lady Capulet – Romeo und Julia (William Shakespeare)

### Als Schriftstellerin
- The first fault. London 1799.
- The day after the wedding or The wife’s first lesson. London 1808.
- Smile and tears or the widow’s stratagem. London 1815.